# Cantanhede (Portugal)
Pour les articles homonymes, voir Cantanhede.
Cantanhede est une municipalité (en portugais : concelho ou município) du Portugal, située dans le district de Coimbra et la région Centre.

## Géographie
Cantanhede est limitrophe :
- au nord, de Vagos, d'Oliveira do Bairro et d'Anadia,
- à l'est, de Mealhada,
- au sud-est, de Coimbra,
- au sud, de Montemor-o-Velho et de Figueira da Foz,
- au nord-ouest, de Mira.

La municipalité dispose en outre d'un façade maritime, à l'ouest, sur l'océan Atlantique.

## Économie
Cantanhede est un gros bourg agricole et un centre de commerce du vin, des céréales et du bois.

Entre Cantanhede et Ança (10 km au sud-est), on extrait le fameux calcaire blanc connu sous le nom de pierre d'Ança. Aussi facile à travailler que le bois, elle fut très appréciée par les architectes et les sculpteurs de la région, principalement par ceux de l'école de Coimbra.
Une base logistique du Groupement Les Mousquetaires (Intermarché, Netto...) est implanté sur le territoire de la ville de Cantanhede.

## Démographie
| 1801   | 1849   | 1900   | 1930   | 1960   | 1981   | 1991   | 2001   | 2004   |
| ------ | ------ | ------ | ------ | ------ | ------ | ------ | ------ | ------ |
| 10 759 | 14 967 | 27 796 | 33 696 | 41 303 | 38 717 | 37 140 | 37 910 | 38 590 |

| 2011   | - | - | - | - | - | - | - | - |
| ------ | - | - | - | - | - | - | - | - |
| 36 595 | - | - | - | - | - | - | - | - |

## Jumelages
- Alfortville (France) depuis 2000

## Subdivisions
La municipalité de Cantanhede groupe 19 paroisses (freguesia, en portugais) :
- Ançã
- Bolho
- Cadima
- Camarneira
- Cantanhede : a rang de « cité »
- Cordinhã
- Corticeiro de Cima
- Covões
- Febres
- Murtede
- Ourentã
- Outil
- Pocariça
- Portunhos
- Sanguinheira
- São Caetano
- Sepins
- Tocha
- Vilamar

## Personnalités
- Squeeze Theeze Pleeze, groupe de pop-rock alternatif originaire de Cantanhede.